# Хассан Хаддур
Хассан Хаддур (араб. حسن حدور‎, англ. Hasan Khaddour) — сирійський дипломат. Тимчасовий повірений у справах Сирії в Україні.

## Біографія
Надзвичайний і Повноважний Посол Сирійської Арабської Республіки в Римі (Італія).
29 травня 2012 року — був оголошений урядом Італії персоною нон ґрата і був висланий із країни у зв'язку з подіями в сирійському селищі Хула, де 25-26 травня 2012 в результаті артобстрілу загинуло 108 осіб, з них 49 — діти.
Тимчасовий повірений у справах Сирійської Арабської Республіки в Києві.